# Herfstbladeren (Millais)
Herfstbladeren (Engels: Autumn Leaves) is de titel van een schilderij van de prerafaëlitische Engelse kunstschilder John Everett Millais uit 1856. Het toont vier meisjes tussen de herfstbladeren en symboliseert daarmee de vergankelijkheid. Het schilderij bevindt zich thans in het Manchester Art Gallery te Manchester.

## Context
Herfstbladeren is een van de meest poëtische taferelen van Millais. Hij maakte het nadat de aanvankelijke opschudding over de 'Pre-Raphaelite Brotherhood' was weggeëbd en het complexe symbolisme van de vroege werken was ingeruild voor een meer estheticistische stijl van werken, met ambigue, suggestieve onderwerpen. Millais zou vanaf het midden van de jaren 1850 trouwens  steeds vaker paradoxale thema's kiezen, zoals Het blinde meisje (waarin we een blinde vrouw zien naast de visuele pracht van een regenboog) en De vallei van rust (waarin een non zware arbeid verricht).

## Afbeelding
Herfstbladeren toont een groepje van vier meisjes die gevallen bladeren verzamelen voor een -niet zichtbaar- vreugdevuur. De meisjes links zijn Millais' schoonzusjes Alice Gray (links) en Sophy Gray, gekleed intypische burgerkleding uit die tijd. De twee meisjes rechts hebben grovere arbeiderskleren aan en zijn waarschijnlijk kinderen uit de buurt. Millais begon aan het werk in 1855 in zijn huis te Perth. De contouren van de kerk zijn vaag zichtbaar in de verte.
De meisjes worden afgebeeld als de belichaming van jeugd en onschuld in een omgeving die doet denken aan verval. De rook, de dode bladeren en de ondergaande zon zijn symbolen van vergankelijkheid en de sombere gezichten van de meisjes lijken dit te bevestigen. De appel in de hand van het meisje rechts kan een toespeling zijn op het verlies van onschuld.

## Herfst
Millais schreef aan de criticus Frederic George Stephens dat hij 'door de ernst van Herfstbladeren de diepste religieuze reflectie wilde doen ontwaken'. Millias toonde zijn hele leven een zwak voor de herfst en schreef aan zijn vrouw Effie Gray: 'Is er iets heerlijkers dan het gevoel dat wordt opgewekt door de geur van brandende bladeren? Voor mij is er niets dat zoetere herinneringen aan voorbije dagen bovenbrengt. Het is de geur die de vervlogen zomer afgeeft aan de hemel '. Kunstcriticus John Ruskin beschreef het werk als de 'perfect weergegeven schemering'.

## Tennyson
De weemoedige stemming van het schilderij werd waarschijnlijk beïnvloed door Lord Alfred Tennyson, wiens werk Millais destijds illustreerde. Kunsthistoricus Malcolm Warner stelt meer in dat hij in het bijzonder werd geïnspireerd door de gedichtstrofe Tears, Idle Tears, uit The Princess, 1847. Die strofe luidt als volgt:
| Tears, Idle Tears Tears, idle tears, I know not what they mean. Tears from the depth of some divine despair Rise in the heart, and gather to the eyes In looking on the happy Autumn-fields, And thinking on the days that are no more. | Vertaling Tranen, ijdele tranen, ik weet niet wat ze betekenen. Tranen uit de diepte van een Goddelijke wanhoop Komen op vanuit het hart, verzamelen zich in de ogen In het aanschouwen van de blijmoedige velden van de herfst, En denkend aan de dagen die reeds lange zijn vervlogen. |

Warner wijst erop dat Millas Tennyson in 1854 heeft bezocht en dat hij hem bij die gelegenheid heeft geholpen met het bij elkaar harken en verbranden van bladeren.